# Dos hermanos: En un lugar de la noche
Dos hermanos: En un lugar de la noche es una película chilena del año 2000. Basada en un guion del escritor Alberto Fuguet, dirigida por Martín Rodríguez Castillo, protagonizada por Francisco López y Luciano Cruz-Coke.

## Sinopsis
Diego vende automóviles y acaba de "apretar" pausa en su vida. Simón, trabaja para el papá y va de vueltas por la vida. Y Gabriel, ha sido borrado... Tres hermanos que no se ven desde hace mucho, cada uno preocupado de sus propios problemas. Hasta esta noche...

## Reparto
- Francisco López como Diego.
- Luciano Cruz-Coke como Simón.
- Luis Wigdorsky como Ramiro.
- Diego Muñoz como Agustín.
- Faryde Kaid como Macarena.
- Paula Pizarro como Pilar.
- Víctor Vilches
- Ana María Acevedo como Madre.
- Sandra Alzugaray como Nancy.
- María José Contreras como Keka.
- José Martínez como Paulo.
- Guillermo Cerda como Oscar.
- Olegario Hernández como el mozo de Los Vilos.